# Padalo
Padálo je mehanska naprava iz mehke tkanine, ki z zračnim uporom zavre prosto padanje telesa skozi ozračje. 
Po navadi se uporabljajo, da zavrejo padec osebe ali predmeta (oprema, hrana, bomba, letala,...) na Zemljo oziroma da zmanjšajo hitrost letal pri pristajanju. Prvotna padala so bila izključno namenjena zmanjševanju hitrosti, toda z napredkom znanosti in tehnologije se današnja padala lahko tudi krmilijo in se jih uporablja za jadralno padalstvo.
Sprva so bila padala izdelana iz svile, danes pa se za njihovo izdelavo uporablja bolj vzdržljiv najlon, ki je včasih prepleten tudi s silikonom.
- tekma padalcev v skokih na cilj na svetovnem pokalu v padalstvu na letališču Lesce
- Jadralni padalec
- Letalo zavira s padalom